# Netivot
Netivot (en hebreo: נתיבות‎, lit. 'Caminos') es una ciudad ubicada en el distrito Sur de Israel, alrededor de 25 km al noroeste de Beerseba, en la zona esteparia del norte del desierto del Néguev. En 2024 tenía una población de 54 817 habitantes.